# Protonemura autumnalis
Protonemura autumnalis är en bäcksländeart som beskrevs av Raušer 1956. Protonemura autumnalis ingår i släktet Protonemura och familjen kryssbäcksländor. Inga underarter finns listade i Catalogue of Life.